# Tiofén
A tiofén öttagú gyűrűt tartalmazó aromás heterociklusos vegyület. Színtelen folyadék, szaga a benzoléra emlékeztet. Forráspontja 84,1 °C, nem különbözik jelentősen a benzol forráspontjától (80,1 °C). Olvadáspontja viszont jóval alacsonyabb a benzolénál, de sűrűsége nagyobb. Vízben nem oldódik, de apoláris oldószerekkel, például benzollal korlátlanul elegyedik. A tiofén és néhány homológja megtalálható a kőszénkátrányban.

## Története
V. Meyer ismerte fel először, hogy a benzoesav dekarboxilezésével (nem kőszénkátrányból) előállított benzol nem adja a Baeyer által felfedezett indofenin-reakciót (kék színreakció). Rájött arra, hogy ez a színreakció nem magától a benzoltól, hanem annak szennyezésétől, a tioféntől származik. Ismételt tömény kénsavas mosással elkülönítette a benzoltól. V. Meyenek sikerült megállapítania a tiofén összegképletét (C4H4S) is.

## Előállítása
Tiofén keletkezhet két-és négy szénatomos szénhidrogénekből gőzfázisban kénnel hevítés hatására. A telített szénhidrogének először telítetlenekké alakulnak, majd a keletkező telítetlen szénhidrogének reagálnak a kénnel. A reakció magas hőmérsékleten (600 - 650°C) játszódik le, pirit felületén 300-400 °C-on is végbemegy. A tiofén ezzel a módszerrel előállítható normál-butánból, 1-buténből, butadiénből, etilénből, acetilénből.
Borostyánkősav-dinátriumsóból (vagy más néven nátrium-szukcinátból) foszfor-szulfidok keverékének hatására tiofén képződik, a hozam körülbelül 30%. A foszfor-szulfidok fő összetevője a tetrafoszfor-heptaszulfid. Ezzel a módszerrel tiofénhomológok is előállíthatók, például 2,3-dimetilborostyánkősavból 2,3-dimetiltiofén keletkezik.

## Kémiai tulajdonságai
A tiofén aromás jellege kifejezett, tioenoléter jellege gyenge. Kémiai tulajdonságai jobban hasonlítanak a benzoléra, mint a furán és a pirrol kémiai tulajdonságai. Könnyebben lép aromás elektrofil szubsztitúciós reakciókba, mint a benzol. A gyűrűje viszont kevésbé stabil, mint a benzolé.
A tiofén lúgokra nem érzékeny, lúgos közegben még oxidálószerek (például kálium-permanganát, nátrium-hipoklorit) hatására sem változik. Savakra viszont érzékenyebb, szobahőmérsékleten tömény kénsav és füstölgő salétromsav hatására mélyreható bomlást szenved. Telítetlen dién jellege gyenge, addíciós reakciókra csak nehezen késztethető. Teljes telítése tetrahidrotiofénné csak erélyes körülmények között megy végbe. A tetrahidrotiofén jellegzetes szagú folyadék, kémiai tulajdonságai a dialkilszulfidokéhoz hasonlítanak. Jelentőségét az adja, hogy megtalálható a biotinban, az egyik vitaminban. A tiofénnek előállíthatók részlegesen telített származéka is.
Elektrofil szubsztitúciós reakciói könnyen végbemennek. Könnyen nitrálható, szulfonálható, halogénezhető és Friedel–Crafts-reakcióban alkilezhető. A nitrálása hűtött ecetsav-anhidridben végezhető el. 2-nitro-tiofén keletkezik, a hozam körülbelül 70%. Mellette körülbelül 2% 3-nitro származék is képződik. Tömény kénsav hatására már szobahőmérsékleten szulfonálható. 
Ha a tiofén vörösen izzó csövön halad át, akkor dehidrogéneződik és főként α-ditienillé (2,2′-ditienillé) alakul. A színtelen α-ditenil mellett színes α-politienilek is képződnek.